# 前肢太陽小腸経
前肢太陽小腸経（ぜんしたいようしょうちょうけい）とは小腸経に属する前肢を流れる陽経の経絡である。人間でいうところの手の太陽小腸経に相当する。

## 前肢太陽小腸経に所属する経穴の一覧

### 少澤（しょうたく）
取穴部位：第5爪外側
主治：熱性病、結膜炎、捻挫、風邪、中毒

### 腕骨（わんこつ）
取穴部位：第5手首の窪み
主治：熱性病、黄疸、胃腸炎

### 衝天（しょうてん）
取穴部位：そう風穴後上方
主治：肩関節、前肢疾患

### 肩貞（けんてい）
取穴部位：肩関節後上方
主治：肩甲痛、前肢疾患

### 天宗（てんそう）
取穴部位：衝天穴前上方
主治：肩甲痛、前肢疾患

### 弓子（きゅうし）
取穴部位：肩甲骨棘突起の一番高いところの後ろ
主治：肩関節神経麻痺、胃拡張

### 聴宮（ちょうきゅう）
取穴部位：耳下顎骨角突起の後ろ
主治：歯痛、首の痛み